# Guerre sous-marine à outrance
Ne doit pas être confondu avec Offensive à outrance.
La guerre sous-marine à outrance ou guerre sous-marine totale est un type de guerre navale dans lequel des sous-marins sont amenés à couler des bâtiments de la marine marchande sans avertissement, c'est-à-dire en contradiction du droit coutumier de la mer. Le droit de capture des bâtiments civils oblige en effet tout submersible à faire surface, à fouiller le navire et à s'assurer que son équipage soit mis en lieux sûrs (exigence pour laquelle un simple radeau de sauvetage, sauf en quelques circonstances particulières, ne suffit pas) avant de procéder à l'attaque. Seuls des signes de refus persistant ou une résistance active à la fouille de la part de l'équipage du navire menacé peuvent autoriser l'attaquant à déroger à ces règles.
À la suite de l'usage de la guerre sous-marine à outrance par la Marine impériale allemande durant la Première Guerre mondiale, plusieurs pays tentèrent de limiter, voire d'abolir, l'usage des sous-marins. En dépit de l'échec de ces efforts, cinq des nations alliées signèrent en 1930 le traité naval de Londres, dans lequel elles s'engageaient à imposer à leurs sous-marins les mêmes règles de capture que celles établies pour les bâtiments de surface par le droit international.
Toutefois, ces règles ne prohibent pas l'armement des navires marchands. Dans une telle situation, ou dans une situation où des navires marchands auraient été rapportés avoir des contacts avec des bâtiments militaires ennemis, ceux-ci seraient de facto considérés comme des auxiliaires navals militaires, et donc non couverts par le droit de capture.

## Exemples
Dans l'histoire de la guerre navale, il y a eu quatre campagnes majeures de guerre sous-marine à outrance :
1. La première bataille de l'Atlantique, lors de la Première Guerre mondiale : menée par la Marine impériale allemande entre 1915 et 1918 contre le Royaume-Uni et ses alliés. Cette stratégie fut entre autres le casus belli des États-Unis et du Brésil en 1917 ;
2. La seconde bataille de l'Atlantique, lors de la Seconde Guerre mondiale : menée par le Troisième Reich allemand, entre 1939 et 1945, et par le royaume d'Italie, entre 1940 et 1943, contre le Royaume-Uni et ses alliés ;
3. La bataille de la mer Baltique, lors de la Seconde Guerre mondiale : menée par le Troisième Reich allemand et l'Union soviétique l'un contre l'autre entre 1941 et 1945 ;
4. La bataille du Pacifique, lors de la Seconde Guerre mondiale : menée par les États-Unis contre l'empire du Japon entre 1941 et 1945.

## Sources